# Chalinula
Chalinula is een geslacht van sponsdieren uit de familie van de gewone sponzen (Demospongiae).

## Soorten
- Chalinula amoyensis (Brøndsted, 1929)
- Chalinula camerata (Ridley, 1884)
- Chalinula claviformis (Carter, 1886)
- Chalinula confusa (Dendy, 1922)
- Chalinula crassiloba (Lamarck, 1814)
- Chalinula densa (Brøndsted, 1924)
- Chalinula ecbasis (de Laubenfels, 1930)
- Chalinula exigua (Lendenfeld, 1887)
- Chalinula finitima (Schmidt, 1870)
- Chalinula hooperi (Bakus & Nishiyama, 2000)
- Chalinula limbata (Montagu, 1814)
- Chalinula loosanoffi (Hartman, 1958)
- Chalinula milnei (de Laubenfels, 1954)
- Chalinula molitba (de Laubenfels, 1949)
- Chalinula nematifera (de Laubenfels, 1954)
- Chalinula nigra Boury-Esnault & Lopes, 1985
- Chalinula parasimulans (Lévi, 1959)
- Chalinula pedunculata Merejkowski, 1878
- Chalinula renieroides Schmidt, 1868
- Chalinula rigida (Lendenfeld, 1887)
- Chalinula saudiensis Vacelet, Al Sofyani, Al Lihaibi & Kornprobst, 2001
- Chalinula spiculifera (Lendenfeld, 1887)
- Chalinula variabilis (Thiele, 1905)
- Chalinula velinea (de Laubenfels, 1954)
- Chalinula zeae de Weerdt, 2000